# Gesichtsstraffung
Gesichtsstraffung (oder als Anglizismus Facelifting, auch fälschlich Facelift, lateinischer Fachbegriff: Rhytidektomie) bezeichnet einen Eingriff der Plastischen und ästhetischen Chirurgie (Schönheitsoperation) am Gesicht eines Menschen. Ziel eines solchen Eingriffes ist es, die Gesichtshaut und das darunter liegende Gewebe zu straffen und ihm eine höhere Spannung zu verleihen. Oft wird dieser Eingriff durchgeführt, damit das Gesicht des Patienten jünger aussieht. Das erste dokumentierte Facelifting erfolgte offenbar Anfang des 20. Jahrhunderts. Berichte aus alten Kulturen der Ägypter belegen, dass diese bereits kosmetische Operationen durchgeführt haben. Ein Facelift zählt heutzutage zum erweiterten Repertoire von Operateuren mit Spezialisierung auf Ästhetik. Außerdem wird der Begriff im Marketing verwendet.

## Fehlen ärztlicher Standards
In Deutschland führen plastische Chirurgen, HNO-Ärzte, Augenärzte, Mund-Kiefer-Gesichtschirurgen, Dermatologen und auch weitere Fachärzte Facelifting-Operationen durch. In den Weiterbildungsrichtlinien der einzelnen Fachärzte (sogar die zum Plastischen und Ästhetischen Chirurgen) wird die Durchführung von Faceliftings nicht als für den Facharzttitel verbindlich aufgeführt. Zusätzlich ist das öffentliche Darstellen von Bildmaterial seit dem 1. April 2006 durch die Novellierung des Arzneimittelgesetzes bzw. Heilmittelwerbegesetzes verboten und wird daher auf den Internetseiten der entsprechenden Praxen oder Kliniken nicht mehr dargestellt.

## Prinzip
Ein Facelifting erfolgt meist in der Tiefe der Unterhaut. Für ein Wangenlifting kann über dem Jochbein bis zur Knochenhaut vorgedrungen werden. Im Halsbereich oder wenn besonders langfristige Wirkungen erzielt werden sollen, werden Strukturen unterhalb der Unterhaut wie z. B. der Platysma (Hautmuskel des Halses) gestrafft.
Zum Liften eines Bereiches werden die bereits erwähnten Haut- und Muskelstrukturen mithilfe von Nähten gestrafft und an festen Strukturen neu verankert. Die Straffung unterschiedlicher Bereiche dieser Schicht erfolgt dabei in verschiedene Richtungen. Abschließend wird der resultierende Hautüberschuss entfernt und die Haut möglichst unauffällig und spannungsfrei vernäht. Es kommen sowohl resorbierbare als auch nicht resorbierbare Fäden zur Anwendung.
Faceliftings können sowohl endoskopisch als auch mit mehreren Zentimeter langen Schnitten durchgeführt werden. Die kleineren Einschnitte der minimalinvasiven Technik bedeuten zwar kleinere Narben, jedoch kann bei dieser Technik kein Hautüberschuss entfernt werden, weshalb sie nur bei Liftings im Bereich der Stirn angewendet wird.
Methoden, die ohne Schnitte auskommen, wie das sog. Faden-Lifting mit Goldfäden oder Fäden aus Kunststoff mit oder ohne Widerhaken, liegt die Grundproblematik zugrunde, dass überschüssige Haut nicht entfernt werden kann und die Anwendbarkeit auf junge Personen beschränkt werden sollte. Die Effektivität wird sehr unterschiedlich beurteilt.

## Techniken
- SMAS-Lift: SMAS steht für Superficial Muscular Aponeurosis System. Bei einem SMAS-Lift wird besonderes Augenmerk auf diese Struktur gelegt. Es herrscht in der Fachwelt breiter Konsens, dass diese Gewebsschicht eine Straffung erfahren muss, um langandauernde und effektive Ergebnisse zu erzielen. Es gibt hierbei viele verschiedene Methoden, wie diese Struktur letztlich präpariert, umpositioniert, reduziert und/oder gedoppelt und letztlich mittels Nähten gestrafft wird. Je nach zu erzielendem Effekt erfährt die operative Präparation und Neubefestigung eine individuelle Anpassung v. a. auch durch eine individuelle Anpassung der Richtung, in der das Gewebe neu befestigt wird.

Für einen SMAS-Lift existieren verschiedene Techniken:
Der S-Lift, erstmals beschrieben durch Passot 1917, hat seine Bezeichnung nach dem s-förmigen Schnitt erhalten, der mit einem oberen Bogen im Haaransatz vor dem Ohr beginnt, in einer mehr oder weniger geraden Linie vor dem Ohr weiterläuft und einem unteren Bogen endet, der hinter das Ohr nach hinten ausläuft. Der Fogli-Lift, der Soft-Lift und der MACS Lift (Minimal Access Cranial Suspension) zeichnen sich durch eine definierte Anordnung der Haltenähte und der Zugangsschnitte aus.
- Mini-Lift: Hier wird nur die Haut gestrafft. Es besteht in der Fachwelt breiter Konsens, dass das Ergebnis eines solchen Lifts in der Regel nicht lange haltbar ist.[5]

- Liquid-Lift: Dieser Begriff bezeichnet Verfahren, bei denen verschiedene flüssige („liquid“), teilweise resorbierbare Unterspritzungsmaterialien eingesetzt werden. Diese Platzhalter füllen verlorengegangenes Volumen und minimieren dadurch den Faltenwurf der großen statischen Falten im Gesicht (Nasolabialfalte, Marionettenfalte, …). Die biologischen Effekte der eingebrachten Füllstoffe sind nicht gänzlich geklärt. Letztlich hat das eingespritzte Material ein Eigenvolumen, das häufig auch Wasser bindet und so einen Volumeneffekt macht. Auch werden Entzündungsprozesse für den lokalen Volumengewinn verantwortlich gemacht.

Typische resorbierbare Füllmaterialien sind beispielsweise Hyaluronsäure, Kollagen, Calciumhydroxylapatit und Eigenfett. Diese werden nach unterschiedlich langer Zeit und mehr oder weniger rückstandslos vom Körper abgebaut. Dokumentationen von Komplikationen und daraus resultierende histologische Untersuchungen deuten hierbei darauf hin, dass sich die Gewebszusammensetzung nach solchen Eingriffen mitunter deutlich von unbehandeltem Gewebe unterscheidet.
Die Liquid-Lift-Technik hat eine geringere Wirkungsdauer als operative Facelifts, da das Gewebe nur aufgefüllt und nicht mechanisch gestrafft wird. Im Einzelfall können jedoch auch Bereiche von altersbedingtem Volumenverlust ausgeglichen werden, der durch Faceliftmethoden mitunter nicht erreicht wird (periorale Zone um den Mund herum, Schläfenbereich u. a.)
Ergänzend zu flüssigen Platzhaltern kommt auch Botulinum-Toxin A zum Einsatz, um Faltenbildung, die durch die Aktivität der mimischen Muskulatur entsteht, zu reduzieren.
Eine weitere Möglichkeit besteht in der Implantation von in der Regel silikonbasierten festen Implantaten, um ein Gesicht zu modellieren. Diese finden Anwendung v. a. bei fliehendem Kinn, bei fehlender Projektion im Bereich der Wangenknochen oder des Unterkieferwinkels.
- Fadenlifting: Diese Technik wurde in Korea, ursprünglich für die Akupunktur, entwickelt. Hierbei werden PDO-Fäden (Polydioxanone) unter der Haut platziert um somit Hautabsenkungen und Falten zu korrigieren (ohne Schnitte). Die einzelnen Fäden werden mithilfe von Mikronadeln eingebracht. Die PDO-Fäden lösen sich im Körper vollständig auf, sie werden seit Jahren schon als Nahtmaterial verwendet. Sie sollen zum einen die Bildung der körpereigenen Kollagenproduktion anregen und zum anderen die Zellregeneration fördern. Die Wirkungsdauer des Fadenlifting beträgt ca. 15 Monate.[8]

## Abheilzeiten
Die Abheilzeit ist individuell und hängt unter anderem von der Größe der operierten Bereiche und der Operationsmethode ab. Eine Gesellschaftsfähigkeit ist i. d. R. nach 1–8 Wochen gegeben. Die Einschränkung der Gesellschaftsfähigkeit beruht vor allem auf Schwellungen und Verfärbungen durch Blutbestandteile.

## Kombinations-Operationen
Im Rahmen eines Facelifts wird oftmals gleichzeitig eine Straffung der Ober- und ggf. Unterlider vorgenommen (Blepharoplastik), damit diese Bereiche ebenfalls reduzierte Alterungsfolgen zeigen. Auch wird eine Fettabsaugung des Halses oft in Kombination mit einem Facelift durchgeführt, um den Effekt auf den Hals bzw. die Kinnlinie zu intensivieren.
Um das Hautbild zusätzlich zu verbessern, können kosmetische Behandlungen der Haut wie chemische Peelings, Dermabrasion und Lasertherapien mit der Operation kombiniert werden.

## Anästhesiemethode
Ein Facelift wird in Lokalanästhesie mit oder ohne begleitende Vollnarkose durchgeführt. Das Vorgehen der lokalen Einspritzung von betäubender Flüssigkeit dient dabei in Vollnarkose sowohl zum einfacheren und sicherem Umgang der unterschiedlichen Gewebsschichten während der Präparation, als auch zum Vermeiden perioperativer Schmerzen. Die eingespritzte Flüssigkeit (pro Seite 10–50 ml) wird schon während und schließlich nach der Operation vollständig vom Körper resorbiert.

## Risiken
Die neben im Rahmen einer jeglichen Operation möglicherweise auftretenden Komplikationen sind auch bei der Operation eines Gesichtes zu erwähnen. Hier ist generell die Schwellung, Bluterguss, Infektion und Wundheilungsstörung mit verlängerter Abheilphase und ggf. unschöner Narbenbildung zu nennen. Letztere ist v. a. durch sorgfältige Schnittführung, spannungsfreie Adaptation der Wundränder und sterile Kautelen zu mindern. Bei bekannter Neigung zur hypertrophen Narbenbildung oder gar zu Keloiden ist eine postoperative lokale Nachbehandlung mit Narbensalbe in der Regel ein akzeptiertes Vorgehen.
Spezifische Risiken der Gesichtschirurgie bestehen v. a. in der Ausbildung von Asymmetrien. Da jedes Gesicht in gewissem Masse Asymmetrien aufweist, können sich diese nach einem Eingriff ausgeglichen oder gar betont darstellen. Die Sorgfältigkeit der Durchführung und Erfahrungen des Operateurs sind wesentlich zum Vermeiden dieses Aspektes.
Eine spezifische Komplikation wäre die Verletzung von Nervenästen des sog. Nervus facialis (Fazialislähmung). Dieser Nerv ist der Nerv, der die Gesichtsmuskulatur innerviert und so für die Mimik notwendig ist, hat unter den einzelnen Aufzweigungen mehrere Querverbindungen und kann so selbst bei Irritation bzw. Verletzung von kleineren Nervenästen die dadurch eingeschränkte Funktion einer bestimmten Muskelgruppe schneller kompensieren als es bei Nervendurchtrennungen ansonsten der Fall ist. Bei Verletzung eines Endastes kann die Funktion einer bestimmten Muskelgruppe vorübergehend (bis etwa 6 Monate) oder auch dauerhaft in ihrer Funktion verhindert sein. Dann kommt es v. a. beim Lachen zu Verziehungen im Gesicht. Das Meiden dieser Komplikation ist wesentlich und wird durch viele anatomische Studien flankiert, um den Operateur das notwendige Wissen hierüber zu vermitteln.
Auch kann es im Bereich des Operationsgebietes durch die Durchtrennung von kleinen sensiblen Hautnerven (v. a. Nervus trigeminus), durch Schwellung, Blutergüsse, Gewebsspannung oder Zug von Nähten zu Taubheitsgefühlen kommen. V. a. der Bereich um die Schnittführung herum, das Ohrläppchen und der Bereich vor dem Ohr können hiervon vorübergehend betroffen sein.

## Marketing
Facelifting ist eine Art der Produktvariation, bei der nicht nur optische, sondern auch technische Verbesserungen an Produkten oder Dienstleistungen vorgenommen werden.